# Пендели (дим)
Пенде́ли (греч. Δήμος Πεντέλης) — община (дим) в Греции. Входит  в периферийную единицу Северные Афины в периферии Аттика. Население общины — 34 934 человека по переписи 2011 года. Площадь — 36,064 квадратного километра. Плотность — 968,67 человека на квадратный километр. Административный центр — Мелисия. Димархом на местных выборах 2014 года выбран Димитрис Стерьиу-Капсалис (Δημήτρης Στεργίου-Καψάλης).
Сообщество Пендели создано в 1933 году (греч. ΦΕΚ 283Α). Община создана в 2006 году (греч. ΦΕΚ 822Β), в 2010 году (греч. ΦΕΚ 87Α) по программе «Калликратис» к общине присоединены упразднённые общины Мелисия и Неа-Пендели. 
Название община получила от древнего одноимённого дема, давшего название горам Пенделикон.

## Административное деление

Административное деление общины:
1 — Мелисия
2 — слева направо: Неа-Пендели, Пендели

Община (дим) Пендели делится на 3 общинные единицы.